# Dirac-See
Der Dirac-See ist ein theoretisches Modell, welches das Vakuum als einen unendlichen „See“ von Teilchen mit negativer Energie beschreibt. Es wurde vom britischen Physiker Paul Dirac 1930 entwickelt, um die Quantenzustände negativer Energie zu erklären, die in der Dirac-Gleichung für relativistische Elektronen vorhergesagt werden. Für diese Theorie wurde auch die Bezeichnung Löchertheorie verwendet.
Das Positron, das Antiteilchen zum Elektron, wurde von Dirac als Loch im Dirac-See vorhergesagt, und auch nach seiner experimentellen Entdeckung 1932 noch jahrelang so interpretiert.
Heute werden die Zustände negativer Energie mit Hilfe der Feynman-Stückelberg-Interpretation und in der Quantenfeldtheorie als Erzeugungs- und Vernichtungsoperator für Antiteilchen positiver Energie interpretiert.

## Ausgangsproblem
Der Ursprung des Dirac-Sees liegt im Energiespektrum der Dirac-Gleichung. Diese verallgemeinert die
Schrödinger-Gleichung unter Berücksichtigung der speziellen Relativitätstheorie. Sie wurde von Dirac 1928 formuliert.
Obwohl die Gleichung sehr erfolgreich bei der Beschreibung der Elektronenbewegung war, besitzt sie doch eine eigentümliche Eigenschaft: Für jeden Quantenzustand mit positiver Energie {\displaystyle +E} gibt es einen korrespondierenden Zustand mit der Energie {\displaystyle -E}. Das ist unproblematisch, solange man ein isoliertes Elektron betrachtet, da dessen Energie erhalten bleibt und man einfach festlegen kann, keine Elektronen negativer Energie zu verwenden.
Problematisch wird es, wenn man die Effekte des elektromagnetischen Feldes berücksichtigen möchte. Ein Elektron mit positiver Energie könnte durch kontinuierliche Emission von Photonen Energie abgeben. Dieser Prozess könnte beliebig fortgeführt werden, wobei das Elektron immer tiefere Energiezustände einnimmt, auch negative. Da es keine untere Grenze für diese Energiezustände gibt, könnte somit ein Elektron unendlich viel Energie abstrahlen. Reale Elektronen verhalten sich jedoch eindeutig nicht so.

## Lösung
Diracs Lösung des Problems war die Verwendung des Pauli-Prinzips. Elektronen sind Fermionen und haben daher diesem Ausschlussprinzip zu folgen. Das bedeutet, dass zwei Elektronen nicht denselben Energiezustand besetzen dürfen.
Dirac nahm nun an, dass das, was wir als Vakuum betrachten, ein Zustand ist, in dem alle Zustände negativer Energie aufgefüllt, und alle Zustände positiver Energie leer sind. Deswegen müssen wir, wenn wir ein einzelnes Elektron betrachten, es in einen positiven Energiezustand bringen, da alle negativen Zustände besetzt sind. Unter die Grenze der Energie Null kann das Elektron nicht geraten, selbst wenn es durch Emission von Photonen Energie verliert.
Ist jedoch ein Zustand negativer Energie unbesetzt, was im Rahmen von Diracs Theorie als Positron interpretiert wird, so kann das Elektron unter Abgabe der Energiedifferenz in Form von Photonen in dieses Loch hinein fallen. Meist werden zwei Photonen mit der für diesen Vorgang typischen Energie von je 511 keV emittiert, das Elektron/Positron-Paar verschwindet dabei. Dieser Vorgang wird als Annihilation bezeichnet.